# カリーナ・フォークト
カリーナ・フォークト（Carina Vogt、1992年2月5日 - ）はドイツの元スキージャンプ選手である。オリンピック女子ジャンプ競技初代金メダリスト、ノルディックスキー世界選手権金メダリスト。

## 経歴
ドイツのバーデン＝ヴュルテンベルク州シュウェービッシュグミュント出身。6歳からジャンプを始め、2004年に国際大会へデビュー、ジュニア世界選手権では2007年に4位、2010年に5位、2011年に8位となった。
2011/12シーズンに始まった女子ワールドカップでは6位が1回、総合27位となった。2012年のジュニア世界選手権では個人戦で銅メダル、団体では銀メダルを獲得した。
2012/13シーズンは好調で2月9日のワールドカップ蔵王大会では自身初の表彰台（3位）登壇を果たした。世界選手権ヴァル・ディ・フィエンメ大会では個人ノーマルヒル5位、混合団体ではウルリケ・グレッスラー、リヒャルト・フライターク、ゼヴェリン・フロイントとともに銅メダルを獲得した。
2013/14シーズンのワールドカップでは度々表彰台を獲得したが優勝はなかった。しかし2014年ソチオリンピックで優勝し、オリンピック女子ジャンプ競技初代金メダリストとなった。
2014/15シーズンの第5戦蔵王大会でワールドカップ初優勝した。世界選手権ファールン大会では個人と混合団体の2冠を獲得した。
2015/16シーズンはワールドカップでは表彰台にも載ることができず、総合成績も11位に終わる。
2016/17シーズンはワールドカップ第13戦のヒンツェンバッハで3位となり2シーズンぶりに表彰台に載った。世界選手権ラハティ大会では個人・混合団体共に連覇を達成した。
2017/18シーズンはワールドカップで3位2回など、出場した13試合ですべて1桁順位となり、総合6位となった。2018年平昌オリンピックでは5位であった。
2018/19シーズンはワールドカップにフル参戦し、2位1回、3位1回で総合9位であった。世界選手権ゼーフェルト大会は、個人ノーマルヒル10位で、初開催の女子団体で金メダルのメンバーとなった。
2019年7月、練習で転倒し十字靭帯を断裂した。その後も怪我に苦しみ、2020/21シーズンのワールドカップ総合は32位、世界選手権オーベルストドルフ大会は個人ノーマルヒル30位に終わった。
2022年5月20日、現役引退を表明。

## 主な成績

### 冬季オリンピック
- 2014年ソチオリンピック（ ロシア）
  - 女子個人ノーマルヒル 優勝
- 2018年平昌オリンピック（ 韓国）
  - 女子個人ノーマルヒル 5位

### 世界選手権
- 2013年ヴァル・ディ・フィエンメ大会（ イタリア）
  - 個人ノーマルヒル 5位
  - 混合団体ノーマルヒル  3位[4]
- 2015年ファールン大会（ スウェーデン）
  - 個人ノーマルヒル 優勝
  - 混合団体ノーマルヒル 優勝[5]
- 2017年ラハティ大会（ フィンランド）
  - 個人ノーマルヒル 優勝
  - 混合団体ノーマルヒル 優勝[6]
- 2019年ゼーフェルト大会（ オーストリア）
  - 個人ノーマルヒル 10位
  - 女子団体ノーマルヒル 優勝[7]
- 2021年オーベルストドルフ大会（ ドイツ）
  - 個人ノーマルヒル 30位

### ジュニア世界選手権
- 2007年タルヴィジオ大会（ イタリア）
  - 女子個人 4位
- 2010年ヒンターツァルテン大会（ ドイツ）
  - 女子個人 5位
- 2011年オテパー大会（ エストニア）
  - 女子個人 8位
- 2012年エルズルム大会（ トルコ）
  - 女子個人 3位
  - 女子団体 2位

### ワールドカップ
- 通算 優勝2回、2位11回、3位9回（2020/21シーズンまで）
- 初出場 2012年1月7日 ドイツ・ヒンターツァルテン大会 35位

| 個人総合成績 | 個人総合成績 | 個人総合成績 | 個人総合成績 | 個人総合成績 | 個人総合成績 |
| シーズン     | 総合         | 優勝         | 準優勝       | 3位          |              |
| ------------ | ------------ | ------------ | ------------ | ------------ | ------------ |
| 2011/12      | 27位         | 0回          | 0回          | 0回          |              |
| 2012/13      | 07位         | 0回          | 0回          | 1回          |              |
| 2013/14      | 02位         | 0回          | 4回          | 4回          |              |
| 2014/15      | 03位         | 2回          | 4回          | 0回          |              |
| 2015/16      | 11位         | 0回          | 0回          | 0回          |              |
| 2016/17      | 05位         | 0回          | 2回          | 1回          |              |
| 2017/18      | 06位         | 0回          | 0回          | 2回          |              |
| 2018/19      | 09位         | 0回          | 1回          | 1回          |              |
| 2020/21      | 32位         | 0回          | 0回          | 0回          |              |
| 合計         | ---          | 2回          | 11回         | 9回          |              |

| ワールドカップ個人表彰台 | ワールドカップ個人表彰台 | ワールドカップ個人表彰台 | ワールドカップ個人表彰台 | ワールドカップ個人表彰台 |
| シーズン                 | 開催日                   | 開催地                   | ヒルサイズ               | 成績                     |
| ------------------------ | ------------------------ | ------------------------ | ------------------------ | ------------------------ |
| 2012/13                  | 2月9日                   | 蔵王                     | 100                      | 3位                      |
| 2013/14                  | 12月22日                 | ヒンターツァルテン       | 108                      | 3位                      |
| 2013/14                  | 1月3日                   | チャイコフスキー         | 106                      | 2位                      |
| 2013/14                  | 1月4日                   | チャイコフスキー         | 106                      | 2位                      |
| 2013/14                  | 1月11日                  | 札幌                     | 100                      | 2位                      |
| 2013/14                  | 1月18日                  | 蔵王                     | 100                      | 3位                      |
| 2013/14                  | 1月19日                  | 蔵王                     | 100                      | 2位                      |
| 2013/14                  | 1月25日                  | プラニツァ               | 95                       | 3位                      |
| 2013/14                  | 1月26日                  | プラニツァ               | 95                       | 3位                      |
| 2014/15                  | 1月11日                  | 札幌                     | 100                      | 2位                      |
| 2014/15                  | 1月18日                  | 蔵王                     | 100                      | 優勝(1)                  |
| 2014/15                  | 1月24日                  | オーベルストドルフ       | 106                      | 2位                      |
| 2014/15                  | 1月25日                  | オーベルストドルフ       | 106                      | 2位                      |
| 2014/15                  | 1月31日                  | ヒンツェンバッハ         | 94                       | 2位                      |
| 2014/15                  | 2月1日                   | ヒンツェンバッハ         | 94                       | 優勝(2)                  |
| 2016/17                  | 2月4日                   | ヒンツェンバッハ         | 94                       | 3位                      |
| 2016/17                  | 2月5日                   | ヒンツェンバッハ         | 94                       | 2位                      |
| 2016/17                  | 2月12日                  | リュブノ                 | 95                       | 2位                      |
| 2017/18                  | 12月1日                  | リレハンメル             | 100                      | 3位                      |
| 2017/18                  | 3月3日                   | ルシュノヴ               | 97                       | 3位                      |
| 2018/19                  | 1月20日                  | 蔵王                     | 102                      | 3位                      |
| 2018/19                  | 1月26日                  | ルシュノヴ               | 97                       | 2位                      |